# رود بوفالو
رود بوفالو رودی است که به رود توگلا می‌ریزد. این رود از کشور آفریقای جنوبی می‌گذرد.
رودخانه بوفالو چند انشعاب دارد، از جمله اینگاگان از جنوب غربی و رودخانه خون از شمال شرقی که در نزدیکی کوه کندی به آن می‌پیوندند. جاده دریفت رورک از روی رودخانه بوفالو عبور میکند. مسیری که در جنگ انگلیس و زولو در سال‌های ۱۸۷۸-۱۸۷۹یکی از مکان‌های معروف به شمار میرود. ایساندلوانا نیز یکی دیگر از مکان‌های مهم آن جنگ است که در ۲۰ کیلومتری جنوب شرقی این رودخانه قرار دارد.